# Gennaro della Valtellina
Gennaro della Valtellina (... – 1450 circa) è stato un beato ed eremita italiano.

## Biografia
Il beato Gennaro entrò nel Terzo ordine regolare di San Francesco nel 1408. Visse come eremita in penitenza e contemplazione presso la chiesa di San Giovanni di Bioggio, in comune di Mello (Italia),  nella Valtellina, in diocesi di Como, dove morì in fama di santità verso il 1450.

## Iconografia e venerazione
Il suo corpo, oggetto di venerazione presso gli abitanti della regione, si conserva tuttora in un'elegante urna di legno dorato sotto l'altare maggiore della chiesa già dell'Eremo di San Giovanni, distrutta nel 1531 nel saccheggio del Medeghino.
La tradizione lo chiama «Santo vecchio». In un quadro conservato nella parrocchia di Mello è rappresentato con l'aureola in testa sopra la scritta Beatus Ianuarius. È invocato specialmente in periodo di siccità.
Parecchi dipinti lo rappresentano vestito con l'abito da terziario regolare francescano, col cappuccio acuminato davanti. Tra i dipinti più antichi va ricordato quello del 1590, attribuito a Canclini, dove il beato Gennaro è riprodotto a fianco della Madonna. Il dipinto fu destinato a pala dell'altare centrale, eretto in onore del beato, nella chiesa di San Giovanni a Bioggio. Nella navata della stessa chiesa si trovano affisse alcune tele riproducenti il beato Gennaro nell'atto di concedere grazie ai devoti.
La sua festa si celebra il 19 settembre.